# Elaphandra
Elaphandra es un género de plantas fanerógamas perteneciente a la familia de las asteráceas. Comprende 17 especies descritas y de estas, solo 13 aceptadas.

## Taxonomía
El género fue descrito por John Lance Strother y publicado en Systematic Botany Monographs 33: 17. 1991. La especie tipo es Elaphandra bicornis Strother	

## Especies aceptadas
A continuación se brinda un listado de las especies del género Elaphandra aceptadas hasta julio de 2012, ordenadas alfabéticamente. Para cada una se indica el nombre binomial seguido del autor, abreviado según las convenciones y usos.
- Elaphandra archeri (H.Rob. & Brettell) H.Rob.
- Elaphandra bicornis Strother
- Elaphandra eggersii (Hieron.) H.Rob.
- Elaphandra falconiensis (V.M.Badillo) H.Rob.
- Elaphandra lehmannii (Hieron.) Pruski
- Elaphandra macrolepis (S.F.Blake) H.Rob.
- Elaphandra moriana Pruski
- Elaphandra pastazensis (H.Rob.) H.Rob.
- Elaphandra patentipilis (S.F.Blake) Pruski & G.P.Méndez
- Elaphandra paucipunctata H.Rob.
- Elaphandra quinquenervis (S.F.Blake) H.Rob.
- Elaphandra retroflexa (S.F.Blake) H.Rob.
- Elaphandra ulei (Hieron.) H.Rob.